# Komálás
A komálás legalább a 20. század közepéig élő népszokás, amellyel katolikus kifejezéssel „lelki rokonságot”, azaz keresztszülőséget fogadtak egy ünnepélyes lakomán. A szó a keresztszülő népies nevéből (koma) származik.
Az ókeresztény liturgikus gondolkodás laikussá vált maradványa, de ősrégi szokások nyomait is őrzi. Keresztény gyökerei a fehérvasárnaphoz, illetve a húsvéthoz kötődő ünnepi lakomákhoz nyúlnak vissza. Fehérvasárnapon a koma megvendégelte újonnan keresztelt keresztgyermekét, ezzel pecsételték és ünnepelték meg a lelki rokonságot. (A keresztelőket gyakran nagyszombaton, a feltámadás tiszteletére tartották.) A keresztség évfordulóján pedig ajándékokkal (húsvéti eulógia) emlékeztették a keresztgyermeket az eseményre: a keresztség jegyében való újjászületésre. A keresztelő évfordulóját akkor is megünnepelték, amikor megszűnt a katekumenátus, és az újszülötteket is megkeresztelték. Ezen az ünnepen választották ünnepélyesen a következő születendő gyermek keresztszülőit is. Ha a leendő keresztszülő nem tudott ott lenni, a komaság szándékát komatál küldésével fejezték ki. A komálás napja nem csak a fehérvasárnap lehetett, hanem a húsvéti ünnepkör más jeles napja is, például húsvétvasárnap vagy pünkösd.
Egyes vidékeken a komálás egy változataként alakult ki a mátkálás, amelyben leányok kötöttek életre szóló barátságot.
A komálás valamennyi változata szeretetlakoma és az utolsó vacsora emlékét idézi.